# Salt Lick (Kentucky)
Pour les articles homonymes, voir Salt Lick.
Salt Lick est une ville américaine située dans le comté de Bath, dans le Kentucky. Selon le recensement de 2020, sa population est de 247 habitants.